# Prosimulium longilobum
Prosimulium longilobum is een muggensoort uit de familie van de kriebelmuggen (Simuliidae). De wetenschappelijke naam van de soort is voor het eerst geldig gepubliceerd in 1960 door Peterson and DeFoliart.